# Tour of Almaty 2017
Die 5. Tour of Almaty 2017 war ein kasachisches Straßenradrennen in der Region Almaty. Das Etappenrennen fand am 30. September und am 1. Oktober 2017 statt. Zudem gehörte das Radrennen zur UCI Asia Tour 2017 und war dort in der Kategorie 2.1 eingestuft. Gesamtsieger wurde der Kasache Alexei Luzenko von Astana Pro Team.
Gewinner der ersten Etappe an der Almaty Arena wurde Alexei Luzenko (Kasachstan/Astana), der sich 20 Kilometer vor dem Ziel vom Feld absetzen konnte. Luzenko übernahm gleichzeitig die Gesamtwertung. Mit 19 Sekunden Rückstand folgte der Franzose Rémy Di Gregorio (Delko).
Auf der zweiten Etappe gewann der Däne Jakob Fuglsang, der sich bei der Bergankunft wenige Kilometer vor dem Ziel aus einer kleinen Gruppe heraus wegfahren konnte. Sein Teamkollege Luzenko gewann die Gesamtwertung dieser Rundfahrt.

## Teilnehmende Mannschaften
| WorldTeam- Astana Professional Continental Teams (2)- Delko Marseille Provence KTM - Wilier Triestina-Selle Italia Continental Teams (14)- Vino-Astana Motors - Synergy Baku Project - Terengganu Cycling Team - Tabriz Shahrdari - Ningxia Sports Lottery-Livall - Rietumu Banka-Riga - Kolss - Pishgaman - Roth-Akros - Bridgestone Anchor - Team Illuminate - Bike Channel-Canyon - 0711/Cycling - Minsk Cycling Club Nationalmannschaften (3)- Kasachstan - Usbekistan - Slowakei |
| |

## Etappen
| Etappe    | Datum    | Etappenorte     | type              | Länge (km) | Etappensieger  | Gesamtführender |
| --------- | -------- | --------------- | ----------------- | ---------- | -------------- | --------------- |
| 1. Etappe | 30. Sep. | Almaty – Almaty | Hügelige Etappe   | 171,2      | Alexei Luzenko | Alexei Luzenko  |
| 2. Etappe | 1. Okt.  | Almaty – Medeu  | Hochgebirgsetappe | 160,5      | Jakob Fuglsang | Alexei Luzenko  |

## Gesamtwertung
| \| Gesamtwertung \| Gesamtwertung \| Gesamtwertung \| Gesamtwertung \| Gesamtwertung \| \| Fahrer \| Fahrer \| Land \| Team \| Zeit \| \| ------------- \| -------------------- \| ------------- \| ----------------------------- \| --------------- \| \| 1. \| Alexei Luzenko \| Kasachstan \| Astana \| 7 h 47 min 43 s \| \| 2. \| Rémy Di Grégorio \| Frankreich \| Delko-Marseille Provence-KTM \| + 55 s \| \| 3. \| Jakob Fuglsang \| Dänemark \| Astana \| + 1 min 04 s \| \| 4. \| Colin Stüssi \| Schweiz \| Roth-Akros \| + 1 min 22 s \| \| 5. \| Baqtijar Qoschatajew \| Kasachstan \| Astana \| + 1 min 26 s \| \| 6. \| Valentin Baillifard \| Schweiz \| Roth-Akros \| + 1 min 36 s \| \| 7. \| Jewgeni Giditsch \| Kasachstan \| Astana \| + 2 min 04 s \| \| 8. \| Mirsamad Pourseyedi \| Iran \| Tabriz Shahrdari \| + 2 min 07 s \| \| 9. \| Francisco Colorado \| Kolumbien \| Ningxia Sports Lottery-Livall \| + 2 min 07 s \| \| 10. \| Juri Natarow \| Kasachstan \| Astana City \| + 2 min 14 s \| |                      |            |                               |                 |
| |                      |            |                               |                 |
| Quelle: ProCyclingStats |                      |            |                               |                 |
| Gesamtwertung |                      |            |                               |                 |
| Fahrer | Fahrer               | Land       | Team                          | Zeit            |
| 1. | Alexei Luzenko       | Kasachstan | Astana                        | 7 h 47 min 43 s |
| 2. | Rémy Di Grégorio     | Frankreich | Delko-Marseille Provence-KTM  | + 55 s          |
| 3. | Jakob Fuglsang       | Dänemark   | Astana                        | + 1 min 04 s    |
| 4. | Colin Stüssi         | Schweiz    | Roth-Akros                    | + 1 min 22 s    |
| 5. | Baqtijar Qoschatajew | Kasachstan | Astana                        | + 1 min 26 s    |
| 6. | Valentin Baillifard  | Schweiz    | Roth-Akros                    | + 1 min 36 s    |
| 7. | Jewgeni Giditsch     | Kasachstan | Astana                        | + 2 min 04 s    |
| 8. | Mirsamad Pourseyedi  | Iran       | Tabriz Shahrdari              | + 2 min 07 s    |
| 9. | Francisco Colorado   | Kolumbien  | Ningxia Sports Lottery-Livall | + 2 min 07 s    |
| 10. | Juri Natarow         | Kasachstan | Astana City                   | + 2 min 14 s    |

## Wertungen im Tourverlauf
| Etappe         | Etappensieger  | Gesamtwertung  | Bergwertung     | Punktewertung   | Teamwertung     |
| -------------- | -------------- | -------------- | --------------- | --------------- | --------------- |
| 1              | Alexei Luzenko | Alexei Luzenko | Daniil Fominych | Alberto Cecchin | Astana Pro Team |
| 2              | Jakob Fuglsang | Alexei Luzenko | Rory Townsend   | Alexei Luzenko  | Astana Pro Team |
| Wertungssieger | Wertungssieger | Alexei Luzenko | Rory Townsend   | Alexei Luzenko  | Astana Pro Team |